# Боэтто, Пьетро
Пьетро Боэтто (англ. Pietro Boetto; 19 мая 1871, Вигоне, королевство Италия — 31 января 1946, Генуя, королевство Италия) — итальянский кардинал, иезуит. Архиепископ Генуи с 17 марта 1938 по 31 января 1946. Кардинал-дьякон с 16 декабря 1935, титулярной диаконией Сант-Анджело-ин-Пескерия с 19 декабря 1935 по 18 марта 1938. Кардинал-священник pro hac vice с титулом церкви Сант-Анджело-ин-Пескерия с 18 марта 1938.
Во время Второй мировой войны после подписания перемирия Италии с союзниками и оккупации центральной и северной Италии германской армией Пьетро Боэтто принимал активное участие в спасении итальянских евреев от геноцида. По его указанию были организованы поставки продовольствия, изготовление поддельных документов, незаконная госпитализация и так далее. Кардинал часто принимал евреев в своем доме в качестве первой остановки во время их побега. 21 декабря 2015 года израильский Институт Катастрофы и героизма «Яд ва-Шем» удостоил кардинала Пьетро Боэтто почетного звания «Праведник народов мира».